# Ad extirpanda

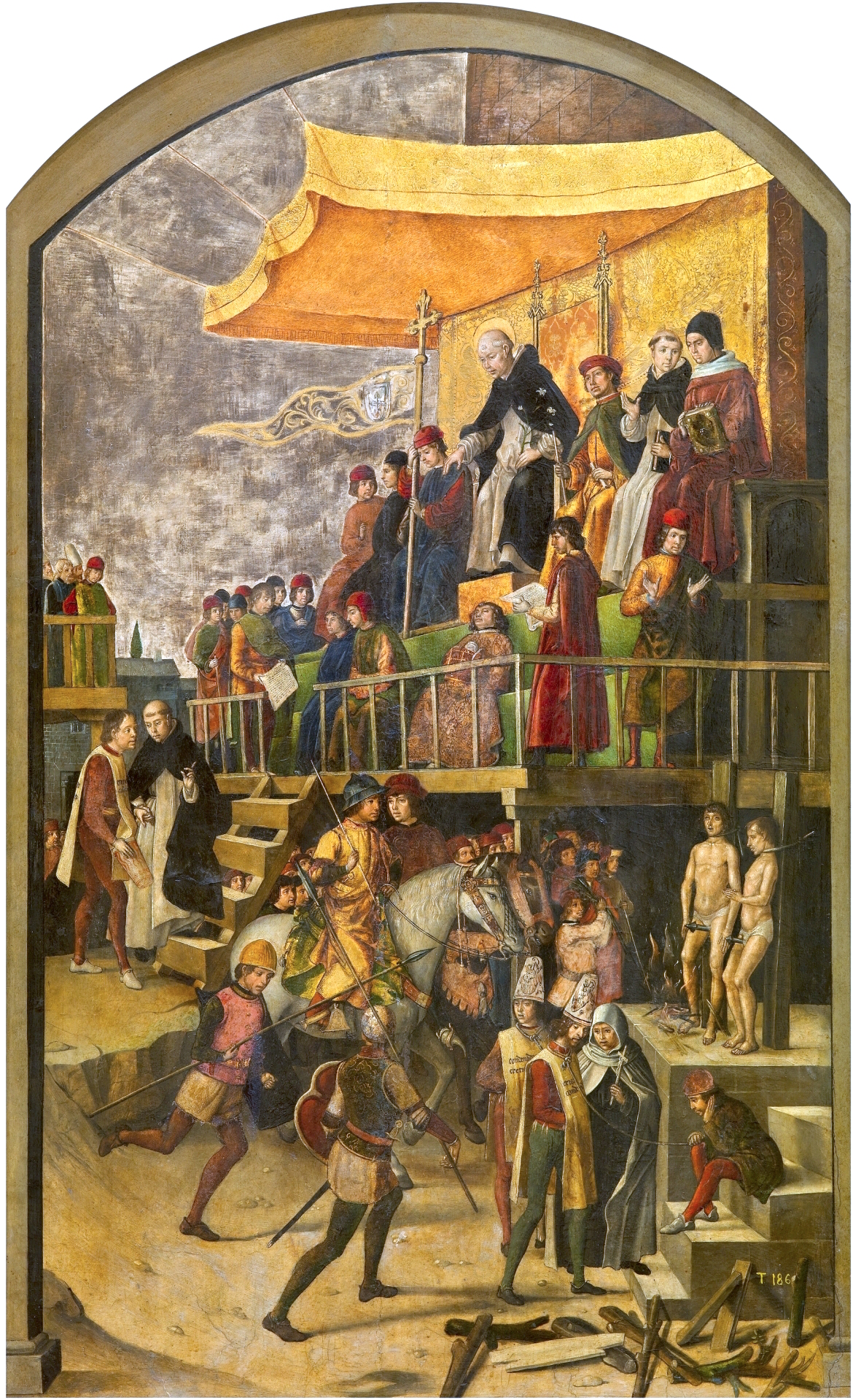
Schilderij van Pedro Berruguete van een executie van Katharen.

Ad Extirpanda (Latijn voor Voor de uitroeiing-verwijzend naar de werken van de Inquisitie) was een pauselijke bul, uitgevaardigd op 15 mei 1252 door paus Innocentius IV, die autorisatie gaf (en de juiste omstandigheden aangaf) voor het gebruik van marteling door de Inquisitie om bekentenissen los te krijgen van ketters.

## Inhoud van de bul
Aangezien ketters moordenaars van de ziel waren alsook dieven van Gods sacramenten en van het christelijk geloof, moesten zij gedwongen worden –als ware zij dieven en bandieten- tot het bekennen van hun dwalingen. Er waren enige voorwaarden:
- Het mocht niet ten koste gaan van lijf en ledenen
- Het mocht maar eenmalig gebruikt worden
- Dat de Inquisiteur oordeelde dat het bewijs tegen de verdachte zo goed als zeker was
- Een deel van de eigendommen van de verdachte viel ten deel aan de staat
- De staat nam de verantwoordelijk op zich voor de uitvoer van de strafmaatregel

Het maar eenmalig gebruiken van marteling kwam in de praktijk niet voor, omdat elk stukje nieuw bewijs werd gezien als reden tot marteling
Paus Alexander IV en Clemens IV bekrachtigden deze bul en voegde daaraan toe, dat het voortaan ook toegestaan was voor Inquisiteurs om bij de martelingen zelf aanwezig te zijn.